# 威斯巴登号小巡洋舰 (1915年)
威斯巴登号是德意志帝国海军于第一次世界大战爆发前不久建造的两艘威斯巴登级小巡洋舰的首舰，以黑森-拿骚城市威斯巴登命名。其唯一的姊妹舰为法兰克福号。舰只于1913年在斯德丁的伏尔铿船厂开始架设龙骨，并于1915年1月下水，至同年8月完工。威斯巴登号的主舰炮为八门150毫米45倍径速射炮，最高速度为27.5节，满载排水量达6601吨。
威斯巴登号在其服役生涯中仅参加过一次重大行动，即1916年5月31日－6月1日爆发的日德兰海战。当时，它被英国战列巡洋舰无敌号的火炮严重击损。由于在双方的战列舰队之间无法动弹，威斯巴登号成为了一场艰苦激战的中心，并亲历了两艘英国装甲巡洋舰被摧毁。来自英国舰队的猛烈炮火也使得威斯巴登号的船员未及逃离。它保持漂浮直至6月1日凌晨，后于01:45至02:45之间沉没。全舰仅1名船员幸免于难；舰只残骸的方位直至1983年才由联邦德国海军潜水员探明。

## 设计
威斯巴登号是为替代老旧的小巡洋舰葛冯号而以“葛冯替舰（Ersatz Gefion）”为代号进行订购，并于1913年在斯德丁的伏尔铿船厂开始架设龙骨。它于1915年1月20日下水，继而展开舾装工作。在匆忙通过海上试航后，舰只于1915年8月23日正式投入公海舰队使用。
威斯巴登号的全长为145.3（476英尺8英寸），有13.9（45英尺7英寸）的舷宽和5.76（18英尺11英寸）的前吃水。在满载情况下，舰只的排水量可达6,601公噸（6,497長噸）。其推进系统由两套船用蒸汽轮机组成，以驱动两副直径为3.5（11英尺6英寸）的三叶螺旋桨。舰只设计可输出31,000匹軸馬力（23,000千瓦特）的额定功率。它由十台燃煤船用式水管锅炉和两台燃油双头式水管锅炉提供动力，这使得舰只的最高速度可达27.5節（50.9每小時）。威斯巴登号能够携带1,280公噸（1,260長噸）煤和额外470公噸（460長噸）燃油，允许其以12節（22每小時）的速度续航4,800海里（8,900）。舰只的标准船员编制则为17名军官和457名水兵。
威斯巴登号配备有八门单座安装的150毫米45倍径速射炮。其中两门并排布置在艏艛前方，八门设于舰舯、每边各四门，以及两门以背负式成对布置在舰艉。炮管的仰角可提升至30°，使其可以瞄准最高达17,600（19,200碼）开外的目标。它们共提供1024发弹药，其中每炮128发。舰只的防空武器最初由四门52毫米55倍径速射炮组成，但其后被两门88毫米45倍径速射炮所取代。它还标配搭载有四具500（19.7英寸）鱼雷管和八枚鱼雷，其中两具浸没舷侧的船体内、两具被安装在甲板上。舰只同样可携带120枚水雷。在装甲方面，威斯巴登号受到60（2.4英寸）厚的水线装甲带保护；司令塔的侧面有100（3.9英寸）厚，而甲板的厚度则为60毫米。

## 服役历史
入役后，威斯巴登被分配至由海军少将弗里德里希·伯迪克率领、并由小巡洋舰组成的第二侦察集群；其首任舰长为海军上校弗里茨·赖斯。舰只自1915年12月起在北海担任前哨值勤、安全保障和布雷等多种任务，并随部队参加了1916年5月31日－6月1日爆发的日德兰海战。在行动中，威斯巴登号的姊妹舰法兰克福号担任伯迪克的旗舰。该部队受命对海军中将弗朗茨·冯·希佩尔麾下第一侦察集群的战列巡洋舰提供屏护。在战斗开始时，威斯巴登号正向右舷航行，因此当埃尔宾号、皮劳号和法兰克福号首次与英国巡洋舰屏护部队交火时，它仍置身事外。
在18:30左右，威斯巴登号与第二侦察集群余部遇到了轻巡洋舰切斯特号；它们开火并对该舰取得数次命中。当双方巡洋舰脱离时，英国海军少将贺拉斯·胡德麾下的三艘战列巡洋舰介入其中。他的旗舰无敌号击中并引爆了威斯巴登号的轮机舱，从而致使该舰失效。海军少将保罗·贝恩克作为德国战列线领头部队的指挥官，命令他的无畏舰前往保护受灾的威斯巴登号。与此同时，英国第3和第4轻巡洋分舰队的轻巡洋舰试图对德国防线发动鱼雷攻击；而当进入射程后，它们还以主炮猛击威斯巴登号。驱逐舰翁斯洛号驶至距威斯巴登号约2,000碼（1,800）的方位，向瘫痪的小巡洋舰发射了一枚鱼雷。它直接命中司令塔下方，但舰只依然维持漂浮。在随后的混战中，英国的装甲巡洋舰防御号被炸毁，勇士号也受到致命伤害。威斯巴登号曾尝试发射鱼雷，但因舰只仍处于失效状态而未能成功。
20:00过后不久，第三鱼雷艇区舰队试图营救威斯巴登号的船员，但英国战列线上的猛烈炮火迫使它们离开。另有一艘鱼雷艇试图接近舰只，但鱼雷艇船员未能观测到巡洋舰，无法找到它。威斯巴登号最终于01:45至02:45之间沉没。舰上仅1名船员在沉没中幸存，他于翌日被一艘挪威轮船救起。遇难的589人中包括有著名诗人兼小说作家约翰·威廉·基瑙（笔名为戈尔希·福克），为了向他致敬，后来的纳粹德国海军和联邦德国海军各有一艘作训练用途的大型鐵身帆船均以他的名字命名。1983年，德国海军潜水员发现了威斯巴登号的残骸，并卸下了舰上的一块防浪板移交库克斯港沉船博物馆保存。舰只倒置在海底，是在日德兰沉没的德国巡洋舰中，最后找到的一艘。